# مذبحة إزيوم
في 15 سبتمبر 2022 عثر على العديد من المقابر الجماعية من ضمنها موقع يحتوي على ما لا يقل عن 445 جثة، تعود لمدنيين أوكران قتلوا جراء الهجمات والضربات الروسية في مدينة إزيوم بعد أن تحررت من قبل القوات الأوكرانية  وبحسب الأنباء، فإن المقابر احتوت على جثث تعود لبالغين وأطفال على حد سواء البعض منهم يظهر عليها علامات تعذيب.